# Harpyionycteris
Harpyionycteris („гарпієвий крилан“) — рід рукокрилих, родини Криланових, що об'єднує два види тварин, котрі мешкають в Азії. Етимологія: дав.-гр. ἅρπυια — гарпії, дав.-гр. νυκτερίς — «кажан».

## Морфологія
Морфометрія. Довжина голови й тіла: 140—153 мм, довжина передпліччя: 82—92 мм, хвіст відсутній, вага: 82—142 грам. 
Опис. Забарвлення від шоколадно-коричневого до темно-коричневого зверху, знизу блідіше. Задні ступні дуже короткі. Рід відрізняється від усіх інших криланових тим, що моляри мають 5 чи 6 виступів (куспів) і нижні ікла три виступи. 

## Поведінка
Діапазон поширення за висотою: 150—1500 м. 

## Види
- Harpyionycteris
  - Harpyionycteris celebensis
  - Harpyionycteris whiteheadi